# Sakina Karchaoui
Sakina Karchaoui (Salon-de-Provence, 26 januari 1996) is een voetbalspeelster die als linksachter uitkomt voor Paris Saint-Germain en het Franse nationale voetbalelftal.

## Statistieken
| Seizoen | Club                | Land      | Competitie | Wedstrijden | Doelpunten |
| ------- | ------------------- | --------- | ---------- | ----------- | ---------- |
| 2012/13 | Montpellier         | Frankrijk | FR1        | 1           | 0          |
| 2013/14 | Montpellier         | Frankrijk | FR1        | 6           | 0          |
| 2014/15 | Montpellier         | Frankrijk | FR1        | 12          | 0          |
| 2015/16 | Montpellier         | Frankrijk | FR1        | 20          | 1          |
| 2016/17 | Montpellier         | Frankrijk | FR1        | 17          | 0          |
| 2017/18 | Montpellier         | Frankrijk | FR1        | 22          | 0          |
| 2018/19 | Montpellier         | Frankrijk | FR1        | 22          | 2          |
| 2019/20 | Montpellier         | Frankrijk | FR1        | 16          | 3          |
| 2020/21 | Olympique Lyonnais  | Frankrijk | FR1        | 16          | 0          |
| 2021/22 | Paris Saint-Germain | Frankrijk | FR1        | 19          | 2          |
| 2022/23 | Paris Saint-Germain | Frankrijk | FR1        | 17          | 1          |
| 2023/24 | Paris Saint-Germain | Frankrijk | FR1        | 6           | 1          |
| Totaal  | Totaal              | Totaal    | Totaal     | 174         | 10         |

| Nationale team | Jaar | Wedstrijden | Goals |
| -------------- | ---- | ----------- | ----- |
| Frankrijk      | 2016 | 7           | 0     |
| Frankrijk      | 2017 | 10          | 0     |
| Frankrijk      | 2018 | 4           | 0     |
| Frankrijk      | 2019 | 9           | 0     |
| Frankrijk      | 2020 | 8           | 0     |
| Frankrijk      | 2021 | 5           | 0     |
| Frankrijk      | 2022 | 11          | 0     |
| Frankrijk      | 2023 | 17          | 0     |

Laatste update: 25 nov 2023

## Interlands
Op 11 april 2016 maakte Karchaoui haar debuut in het Frans vrouwenelftal.
In 2016 speelde Karchaoui op de Olympische Zomerspelen van Rio de Janeiro. Frankrijk eindigde in Rio op de zesde plaats.
Met Olympique Lyonnais speelde Karchaoui in seizoen 2019/20 in de UEFA Women's Champions League.